# Hamlet (ópera)
Hamlet é uma grand ópera em cinco atos composta em 1868 pelo compositor francês Ambroise Thomas, com libretto de Michel Carré e Jules Barbier baseada na adaptação francesa de Alexandre Dumas e Paul Meurice de Hamlet de William Shakespeare.

## Libretto

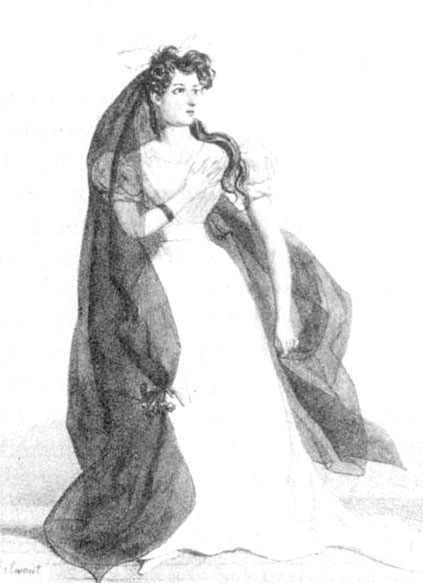
Harriet Smithson como Ophélie (1827).

Os libretistas para a ópera de Hamlet, Michel Carré e Jules Barbier, eram experientes: ambos já haviam escrito librettos para Thomas e para Gounod (Faust). Eles escolheram a versão de Alexandre Dumas para ser a base do libretto, pois essa versão era a mais popular entre o público francês na época.
Quando se adapta uma peça teatral para ópera é imprescindível fazer cortes e simplificá-la. Tradicionalmente as grandes óperas são longas mas a audiência não está interessada em seus meandros e complexidade. Uma versão não reduzida de uma peça de Shakespeare pode conter mais de 30 personagens e pode durar mais de quatro horas. O libretto foi reduzido para um total de quinze personagens e também se reduziu o número de subtramas.
Esses cortes de personagens e subtramas focou a ópera na situação de Hamlet e seus efeitos sobre Ophélie e deixou a ópera com quatro personagens principais: Hamlet, Ophélie, Claudius e Gertrude. 

## Composição
Pouco é conhecido sobre os detalhes da composição da música. Thomas provavelmente recebeu o libretto em 1859. O libretto original possuia quatro atos, mas as exigências das autoridades da época especificava que uma estreia na Ópera de Paris deveria ter pelo menos cinco atos. A inclusão de um balé também era obrigatório. O quarto e único ato foi, simplesmente, dividido em dois. Para conferir mais peso para o quarto ato, o balé foi adicionado entre o coro de introdução e a cena de loucura de Ophélie.
Em 1863 o diretor da Ópera de Paris, Émile Perrin, escreveu uma carta ao ministro do estado  relatando que Thomas havia terminado de escrever a música. Posteriormente foi informado que a demora na entrega da ópera foi pois Thomas não havia encontrado a Ophélie ideal. A ópera ''Mignon'' (1866) de Thomas foi estreada na Opéra-Comique e Thomas estava sob pressão para ter um sucesso similar.
Não foi encontrado um tenor apropriado para o papel de Hamlet e sim um barítono dramático excepcional: Jean-Baptiste Faure, então Thomas decidiu transpor a parte original escrita para tenor para barítono. No evento Faure alcançou um triunfo pessoal no papel de Hamlet.

## Performances Históricas

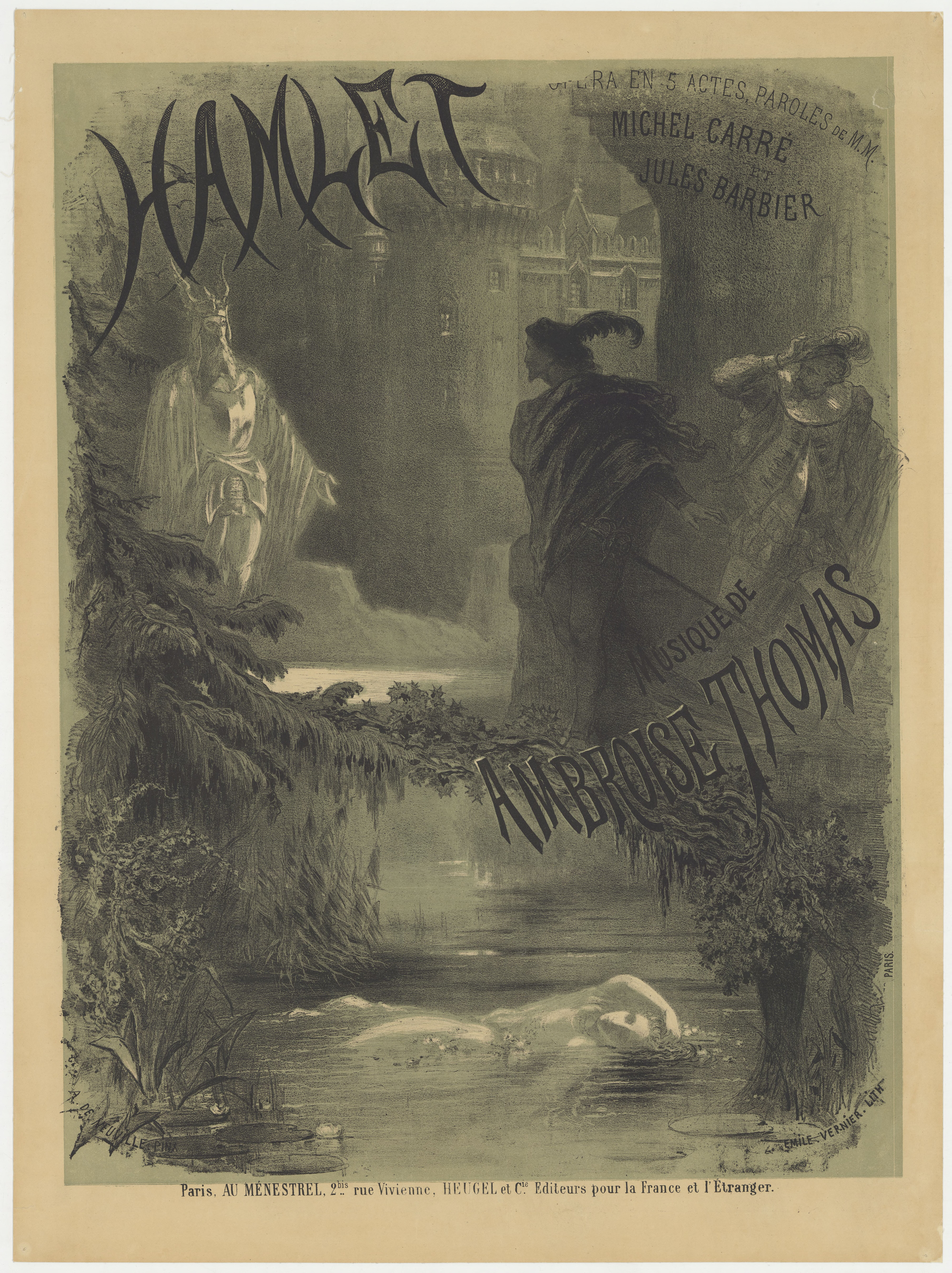
Poster da premiere de Hamlet em 1868.

A obra foi estreada na Ópera de Paris em 9 de março de 1868. Os cantores notáveis no elenco principal incluem Jean-Baptiste Faure como Hamlet e Christine Nilsson como Ophélie. A ópera foi apresentada também na Ópera Real Italiana, Covent Garden em 1870. Hamlet foi o maior sucesso de Thomas, ao lado de Mignon e foi apresentada em Leipzig, Budapeste, Bruxélas, Praga, Nova Iorque, São Petersburgo, Berlim e Viena.
A ópera caiu no esquecimento após a morte de Thomas e a Primeira Guerra Mundial. Entretanto em 1980 o interesse na ópera ressurgiu e o trabalho foi revivido diversas vezes, incluíndo Viena (1992, 1994 e 1996), Washington (1998), Tóquio (1999), Paris (2000), Londres (2003). A produção foi estreada no Metropolitan Opera em 2010.

## Papéis

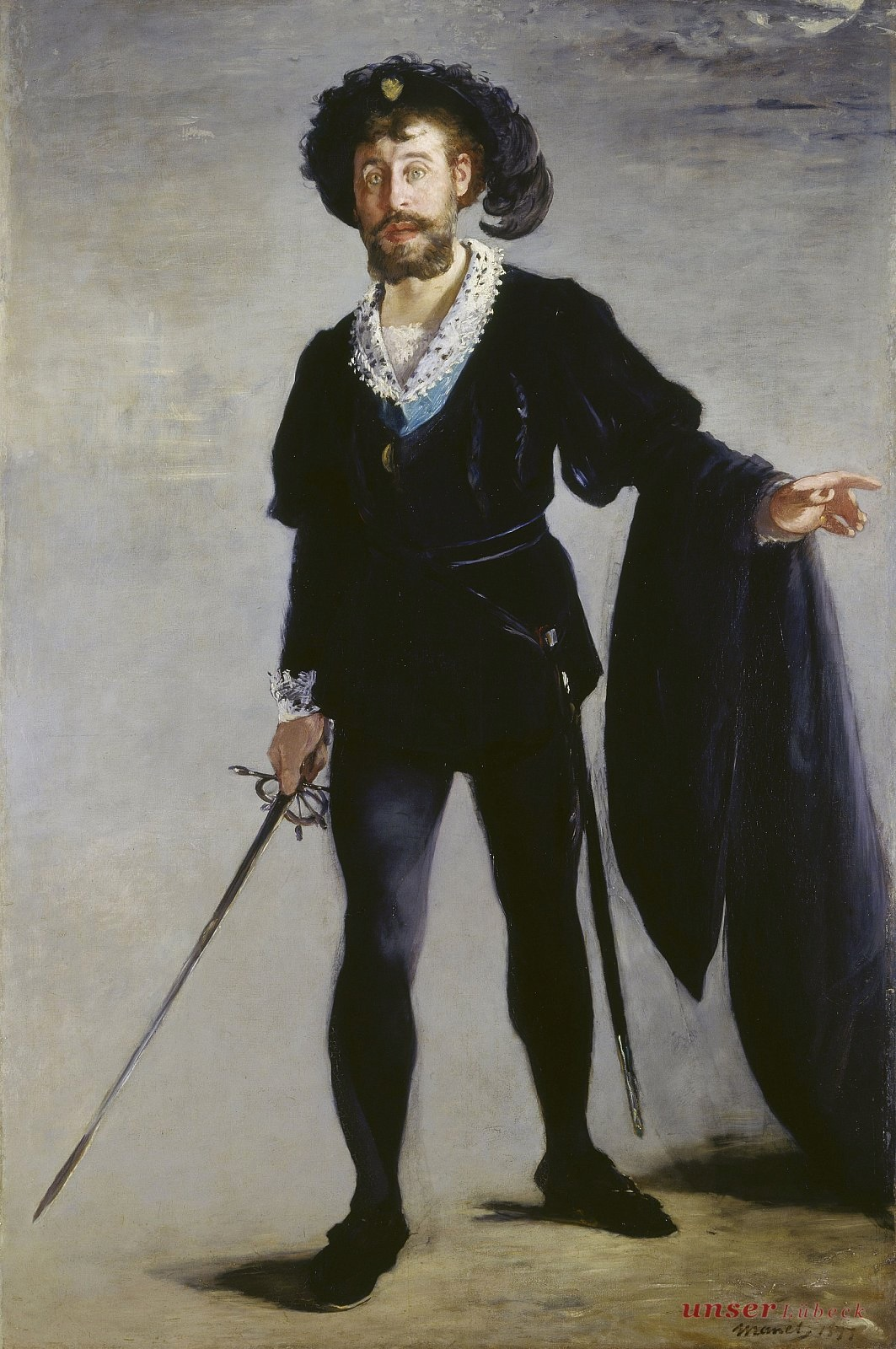
Jean-Baptiste Faure como Hamlet.
Pintura de Édouard Manet em 1877.

| Papel                                                                       | Tipo Vocal    | Elenco da Premiere, 9 de março de 1868 (Maestro: François George-Hainl) |
| --------------------------------------------------------------------------- | ------------- | ----------------------------------------------------------------------- |
| Claudius, Rei da Dinamarca, irmão do Rei Hamlet                             | Baixo         | Jules-Bernard Belval                                                    |
| Gertrude, Rainha da Dinamarca, viúva do Rei Hamlet e mãe do Príncipe Hamlet | mezzo-soprano | Pauline Guéymard-Lauters                                                |
| Hamlet, Príncipe da Dinamarca                                               | barítono      | Jean-Baptiste Faure                                                     |
| Polonius, Chanceler da corte                                                | baixo         | Ponsard                                                                 |
| Ophélie, Irmã de Polonius                                                   | soprano       | Christine Nilsson                                                       |
| Laërte, Filho de Polonius                                                   | tenor         | Collin                                                                  |
| Marcellus, Amigo de Hamlet                                                  | tenor         | Grisy                                                                   |
| Horatio, Amigo de Hamlet                                                    | baixo         | Armand Castelmary                                                       |
| Fantasma do Rei Hamler                                                      | baixo         | David                                                                   |
| Coveiro                                                                     | barítono      | Gaspard                                                                 |
| Segundo coveiro                                                             | tenor         | Mermant                                                                 |
| Coro: lordes, ladies, solddados, servos, etc                                |               |                                                                         |

## Sinopse

### Ato I
Cena 1: Hall de Coroação
A corte real Dinamarquesa está celebrando a coroação da Rainha Gertrude, que casou-se com Claudius, irmão do falecido Rei Hamlet. Claudius pôs a coroa na cabeça de Gertrude. Todos saem de cena e Principe Hamlet, filho do falecido Rei e de Gertrude entra, ele está chateado que sua mãe casou-se tão rápido. Ophélie entra e eles cantam um dueto de amor. Laêrte, irmão de Ophélie entra, ele está sendo enviado para Noruega e dá seu adeus. Ele relata à Ophélie a preocupação de Hamlet. Hamlet se recusa a juntar-se a eles para o banquete. Cortesãos e soldados, em seus caminhos para o banquete entram no hall. Horatio e Marcellus dizem aos soldados que andam vendo o fantsma do pai de Hamlet nas muralhas do castelo na noite anterior e saem para contar a Hamlet.
Cena 2: Os Baluartes
Horatio e Marcellus conhecem Hamlet. O fantasma aparece, Horatio e Marcellus deixam a cena e o fantasma conta ao seu filho que Claudius o matou envenenado. O fantasma manda Hamlet o vingar, mas Gertrude deve ser poupada. O fantasma some e Hamlet saca sua espada e jura vingar seu pai.

### Ato II
Cena 1: Os Jardins

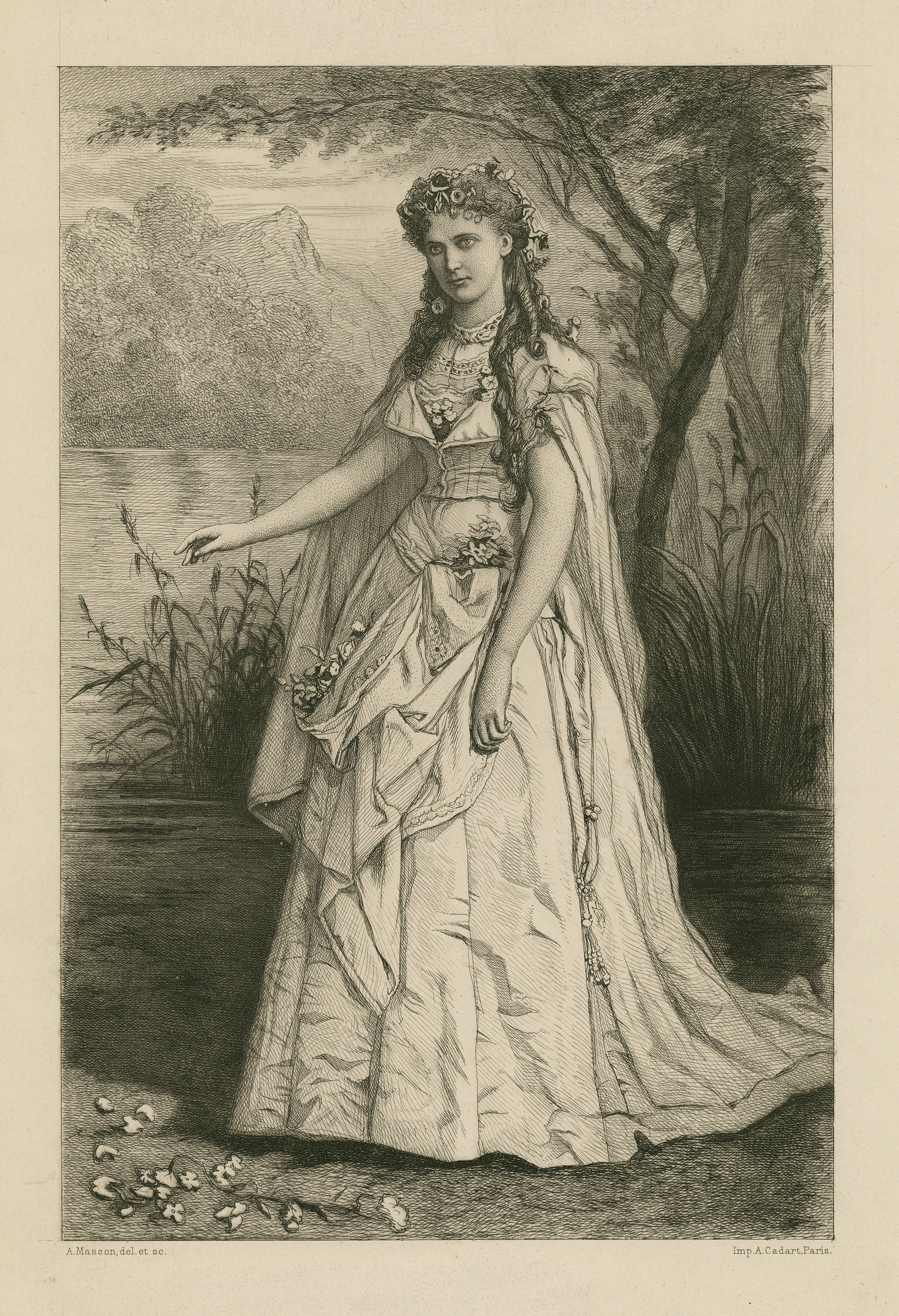
Christina Nilsson como Ophélie

Ophélie, lendo um livro, está consternada na indiferança de Hamlet. Hamlet aparece distante, mas sai sem falar nada. A rainha entra, Ophélie diz que gostaria de deixar a corte, mas a rainha insiste que ela deveria permanecer. Ophélie deixa os jardins e o rei Claudius entra. Gertrude suspeita que Hamlet conhece a verdade sobre a morte de seu pai, mas claudiu diz que ele não sabe. Hamlet entra e rejeita todas as cortesias de Claudius, e diz que contratou uma trupe de atores para performar uma peça na mesma noite. Claudius e Gertrude saem e os atores entram. Hamlet pede para eles interpretarem O Assassinato de Gonzago e cantam uma canção.
Cena 2: A peça
O rei e a rainha e outros convidados estão no hall do castelo, aonde a peça será apresentada. Eles começam e Hamlet narra. Os atores contam a história similar a da morte do rei falecido. Após o veneno ser administrato, o assassino coloca a coroa em sua própria cabeça. Claudius fica pálido, levanta-se abruptamente e manda os atores pararem a peça e saírem. Hamlet acusa Claudius de matar seu pai e tira a coroa da cabeça de Claudius. Todos os convidados reagem em coro.

### Ato III
Na presença da rainha Hamlet recita o monólogo "ser ou não ser", então se esconde atrás de uma tapeçaria. Claudius entra e reza em voz alta o seu remorso. Hamlet, decide que a alma de Claudius deve ser salva se ele morrer enquanto reza, mas Polonius entra e em sua conversa com Claudius revela sua cumplicidade. O rei e Polonius deixam a cena, Hamlet emerge e Gertrude entra com Ophélie. A rainha tenta persuadir Hamlet a casar-se com Ophélie, mas Hamlet percebe que ele já não pode mais casar com a filha do culpado Polonius. Ophélie devolve seu anel para Hamlet. Ele tenta forçar Gertrude a confrontar sua culpa, mas ela resiste. Como Hamlet ameaça Gertrude, ele lembra-se de que o fantasma mandou poupar sua mãe.

### Ato IV
Cena da loucura
Após a rejeição de Hamlet, Ophélie fica louca e se afoga no lago.

### Ato V
Cena dos coveiros
Hamlet aparece para dois coveiros que estão cavando uma nova cova, ele questiona quem morreu, mas ele não sabem. Ele sente remorso pelo jeito que tratou Ophélie. Laërte, que retornou da Noruega e soube da morte de sua irmã e o papel de Hamlet nisso entra em cena e convida Hamlet para um duelo. Eles lutam e Hamlet é ferido, mas a procissão do funeral de Ophélie interrompe o duelo. Hamlet finalmente percebe que ela está morta. O fantasma aparece novamente e exorta Hamlet a matar Claudius e assim o faz. O fantasma afimra  aculpa de Claudius e a inocência de Hamlet.Hamlet, ainda em desespero é proclamado rei a gritos de "Vida longa ao Hamler! Vida longa ao Rei!".